# Huân chương Sao vàng (Liên Xô)
Huân chương Sao vàng là huân chương cao quý nhất của Liên Xô và nhiều quốc gia hậu Xô Viết khác. Các danh hiệu đi cùng huân chương này trước đây là Anh hùng Liên Xô và hiện nay là Anh hùng Belarus, Anh hùng Liên bang Nga và Anh hùng Ukraina.

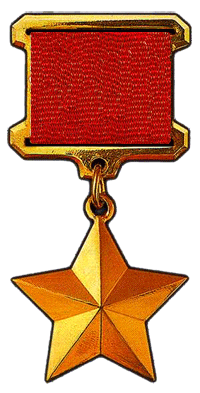
Sao Vàng Anh hùng Liên Xô
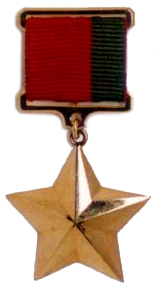
Sao Vàng Anh hùng Belarus
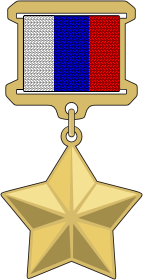
Sao Vàng Anh hùng Liên bang Nga
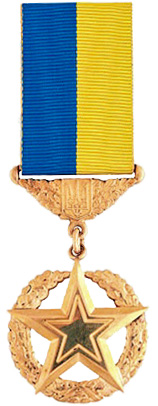
Sao Vàng Anh hùng Ukraina

Huân chương sao vàng được Xô Viết Tối cao Liên Xô thiết lập bằng một sắc lệnh ngày 1 tháng 8 năm 1939 (nó đã được gọi là "Anh hùng Liên Xô" cho đến ngày 16 tháng 10 năm 1939).
Tại Việt Nam, Huân chương Sao Vàng cũng là huân chương cao quý nhất do Nhà nước Cộng hòa Xã hội Chủ nghĩa Việt Nam trao tặng, tuy nhiên huân chương này lại không đi kèm với danh hiệu "Anh hùng".